# Wolfgang Patzke
Wolfgang Patzke (Mülheim an der Ruhr, 1959. február 24. – Berlin, 2016. május 8.) nyugatnémet olimpiai válogatott német labdarúgó, középpályás.

## Pályafutása

### Klubcsapatban
A Rot-Weiß Essen korosztályos csapatában kezdte a labdarúgást, ahol 1977-ben mutatkozott be az első csapatban. 1979 és 1981 között a Wattenscheid, 1981 és 1983 között a VfL Bochum játékosa volt. 1983-ban szerződött a  Bayer Leverkusen csapatához, ahol három idényen át játszott. 1987-88-ban a Schalke 04 labdarúgója volt. 1988 és 1991 között a Hertha BSC együttesében szerepelt és itt fejezte be az aktív labdarúgást.

### A válogatottban
1981-ben egy alkalommal szerepelt a nyugatnémet U21-es válogatottban és egy gólt szerzett. 1983-ban három alkalommal lépett pályára az olimpiai válogatottban.

## Halála
2006 októberben leukémiát diagnosztizáltak nála. Ezt követően folyamatosan kemoterápiás kezelés alatt állt. 2016. május 8-án hunyt el a betegség következtében.